# VSA: Verlag
Der VSA: Verlag wurde 1972 in Berlin von einer Gruppe von Wissenschaftlern und Studenten nach Konflikten um die Zeitschrift Sozialistische Politik gegründet, veröffentlicht jährlich etwa 60 Bücher und betreut die Zeitschrift Sozialismus. Der Umzug nach Hamburg fand 1979 statt. Schwerpunkt des Verlags sind Bücher und Zeitschriften für einen „links-pluralistischen“ Diskurs. Der Verlag ist Mitglied im Börsenverein des Deutschen Buchhandels.

## Verlagsgeschichte

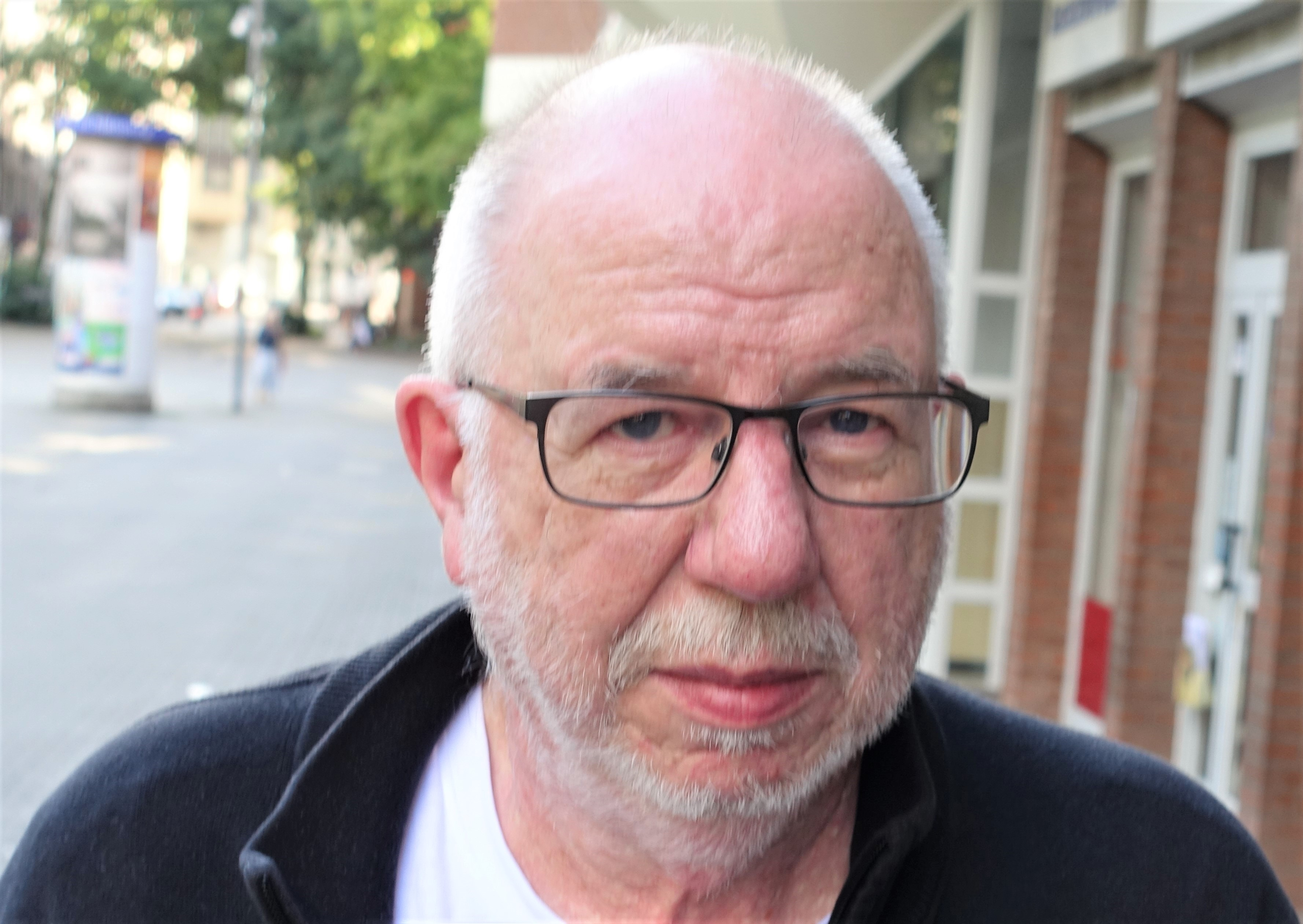
Gerd Siebecke Leiter des VSA: Verlages Hamburg (2022)

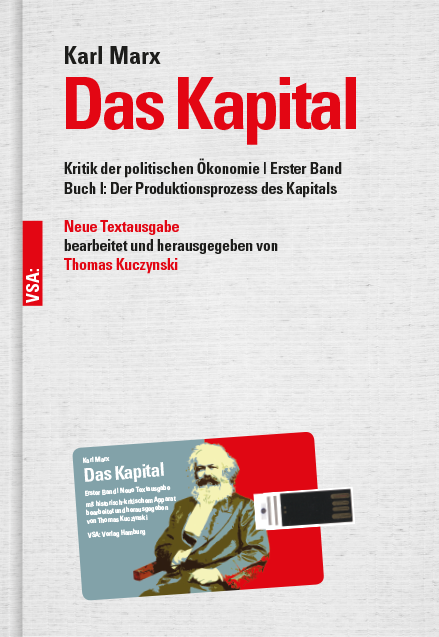
Das Kapital von Karl Marx Neue Textausgabe von Thomas Kuczynski VSA-Verlag (2017)

Der ursprüngliche Name des Verlages Verlag für das Studium der Arbeiterbewegung wird nur in Kurzform VSA: Verlag verwendet. Die Gruppe nannte sich „Projekt Klassenanalyse“ und war aus einer Marx-Lesegruppe, die sich mit den Marx’schen Frankreich-Schriften beschäftigte, entstanden. Für Veröffentlichung von Texten und der Realisierung von eigenen Publikationsprojekten wurde ein Verlag gesucht. Gerd Siebecke gehört zu den Gründern und verantwortet die Buchprogramme. 
In den letzten 50 Jahren hat der VSA: Verlag unter seiner Leitung mehr als 1.500 Bücher herausgebracht und dokumentierte mit der Publikation „Überzeugt, authentisch, kämpferisch – Ver.di und ihr Vorsitzender Frank Bsirske 2001 bis 2019“ ein Stück der jüngeren Zeitgeschichte zum 2001 erfolgten Zusammenschluss mehrerer Gewerkschaften zu einer großen Interessenvertretung für Beschäftigte in Deutschlands Dienstleistungs-Berufen und ihre Entwicklung unter ihrem ersten Gewerkschaftsvorsitzenden bis 2019.
Der Hamburger Kultursenator Carsten Brosda (SPD) würdigte in einem Schreiben an Siebecke anlässlich des 50-jährigen Verlags-Jubiläums sein Wirken.

## Selbstverständnis
„Der VSA: Verlag versteht seine Publikationstätigkeit als Beitrag zur demokratischen Diskussionskultur der gewerkschaftlichen und politischen Linken – zu Analyse, Aufklärung und Aktion. Immer in Kooperation und Auseinandersetzung mit bestehenden Strukturen und Parteien, aber immer auch in kritischer Distanz: Linken Pluralismus und kontroverse Debatten halten wir mehr denn je für eine wichtige Voraussetzung, damit die fortschrittlichen Kräfte in diesem Land aus der Defensive kommen und zu einem relevanten Faktor des politischen und publizistischen Alltags werden.“ (Verlags-Website)
- Der VSA: Verlag ist ein Autorenverlag und bemüht sich um eine enge Zusammenarbeit bereits im Vorfeld.
- Die Themen Krieg und Frieden sowie Völkerrecht und Machtpolitik in den internationalen Beziehungen sind wichtig.
- Zahlreiche Bücher erscheinen in Zusammenarbeit mit Kooperationspartnern.
- Thematisiert werden Strukturprobleme der entwickelten kapitalistischen Gesellschaft. Dazu zählen Texte, mit denen die Marxsche „Kritik der politischen Ökonomie“ für heutige Verhältnisse weiterentwickelt wird (einschließlich einer neuen Textausgabe von Marx’ Hauptwerk „Das Kapital“), sowie Studien zu den Umbrüchen in der Arbeitswelt.
- Ein besonderes Gewicht haben Veröffentlichungen zu Gewerkschaftsthemen.
- Es erscheinen Bücher, deren Autoren einen Blick auf die Geschichte der Arbeiterbewegung und des Widerstands gegen den Nationalsozialismus werfen,
- Texte aus der internationalen marxistischen Diskussion werden zugänglich gemacht. Dazu gehören die Bücher von Louis Althusser, Giovanni Arrighi, Pierre Bourdieu, Robert Paul Brenner, David Harvey, Marcello Musto, Nicos Poulantzas und Erik O. Wright.
- Veröffentlichungen von Bücher zu Hamburgs Stadtentwicklung, Stadtteilgeschichte und -kultur.
- Seit 1997 liefert VSA in Deutschland das inzwischen von Leo Panitch und Greg Albo jährlich herausgegebene Socialist Register aus.